# Śląsk Wrocław
Śląsk Wrocław je polský fotbalový klub založený ve Vratislavi v roce 1947. Fanoušci mají družbu s příznivci klubu SFC Opava.

## Historie
V sezóně 2011/12 Śląsk získal ligový titul. Před následující sezónou 2012/13 angažoval českého trenéra Stanislava Levého, který předtím působil v albánském celku KF Skënderbeu Korçë. V sezóně 2012/13 obsadil Śląsk 3. místo (zisk 47 bodů). V Evropské lize 2013/14 polský tým postoupil ve 2. předkole přes černohorský tým FK Rudar Pljevlja (4:0 a 2:2) a ve 3. předkole přes belgický celek Club Brugge KV (po výsledcích 1:0 doma a 3:3 venku). Ve 4. předkole se střetl se španělským favorizovaným mužstvem Sevilla FC. První zápas ve Španělsku Śląsk prohrál 1:4, ačkoli vedl 1:0. Ztížil si tak postup do základní fáze Evropské ligy. V odvetě podlehl dokonce 0:5. Stanislav Levý byl z funkce uvolněn 24. února 2014 po ligové porážce 2:3 s Ruchem Chorzów. Po 17 letech v nejvyšší soutěži v roce 2025 Śląsk padá do druhé ligy.

## Soupiska
| #  | Pozice | Hráč                |
| -- | ------ | ------------------- |
| 1  | B      | Tomasz Loska        |
| 2  | O      | Aleksander Paluszek |
| 3  | O      | Serafin Szota       |
| 4  | O      | Łukasz Bejger       |
| 5  | O      | Aleks Petkov        |
| 6  | O      | Łukasz Gersenstein  |
| 7  | Z      | Piotr Samiec-Talar  |
| 10 | Ú      | Jakub Świerczok     |
| 11 | Ú      | Sebastian Musiolik  |
| 12 | B      | Rafał Leszczyński   |
| 14 | O      | Mateusz Bartolewski |
| 16 | Z      | Peter Pokorný       |
| 17 | Z      | Petr Schwarz        |
| 19 | Z      | Arnau Ortiz         |
| 20 | Z      | Aleksander Wołczek  |

| #  | Pozice | Hráč              |
| -- | ------ | ----------------- |
| 21 | Z      | Tudor Băluță      |
| 22 | Z      | Mateusz Żukowski  |
| 23 | Z      | Sylvester Jasper  |
| 26 | Z      | Burak Ince        |
| 27 | Z      | Filip Rejczyk     |
| 30 | B      | Bartosz Głogowski |
| 33 | O      | Jegor Matsenko    |
| 40 | B      | Hubert Charuży    |
| 44 | B      | Hubert Śliczniak  |
| 77 | Z      | Marcin Cebula     |
| 78 | O      | Tommaso Guercio   |
| 87 | O      | Simeon Petrov     |
| 98 | Ú      | Jegor Sharabura   |
| 99 | Ú      | Adam Basse        |

## Úspěchy
- 2× vítěz Ekstraklasy (1976/77, 2011/12)
- 2× vítěz polského fotbalového poháru (1975/76, 1986/87)[7]
- 1× vítěz Pucharu Ekstraklasy (2009)[8]
- 2× vítěz polského Superpoháru (1987, 2012)[9]

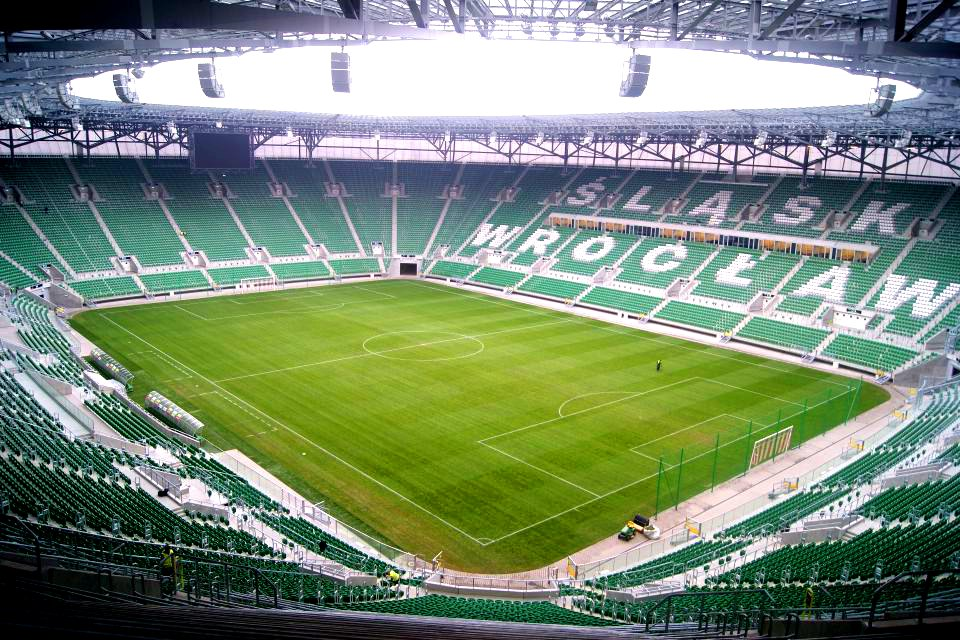
Městský stadion ve Vratislavi

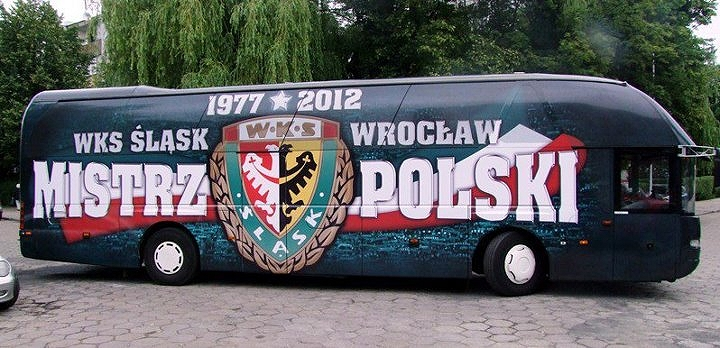

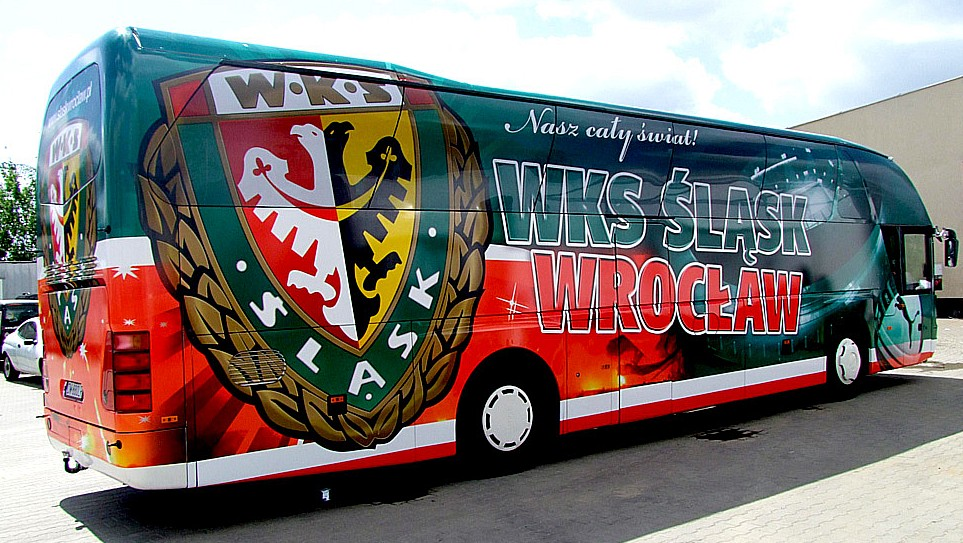

## Historie
Známí hráči
- Sebastian Mila
- Petr Pokorný
- Tadeusz Socha
- Vladimír Čáp
- Waldemar Sobota
- Ryszard Tarasiewicz
- Marcin Wasilewski
- Flávio Paixão
- Marco Paixão
- Marián Kelemen
- Peter Grajciar
- Róbert Pich
- John Yeboah
- Petr Schwarz
- Erik Expósito